# Bygdvattnet
Bygdvattnet är en sjö i Strömsunds kommun i Jämtland och ingår i Ångermanälvens huvudavrinningsområde. Sjön har en area på 0,266 kvadratkilometer och ligger 485 meter över havet.

## Delavrinningsområde
Bygdvattnet ingår i det delavrinningsområde (714112-147365) som SMHI kallar för Utloppet av Sörsjön. Medelhöjden är 468 meter över havet och ytan är 13,2 kvadratkilometer. Räknas de 13 avrinningsområdena uppströms in blir den ackumulerade arean 140,78 kvadratkilometer. Flåsjöån (Stensjöbäcken) som avvattnar avrinningsområdet har biflödesordning 3, vilket innebär att vattnet flödar genom totalt 3 vattendrag innan det når havet efter 242 kilometer. Avrinningsområdet består mestadels av skog (83 procent). Avrinningsområdet har 1,13 kvadratkilometer vattenytor vilket ger det en sjöprocent på 8,6 procent.